# Искирь (деревня)
Искирь — деревня в Бардымском районе Пермского края на одноимённой реке. Входит в состав Елпачихинского сельского поселения. Находится примерно в 13 км к северо-востоку от центра села Барда.

## Население
По результатам переписи 2010 года численность населения составила 209 человек, в том числе 101 мужчина и 108 женщин.
В 2005 году численность населения составляла 289 человек.
В 1926 году в селе проживало 584 башкира и 5 русских.